# Gemeinden des Kantons Obwalden

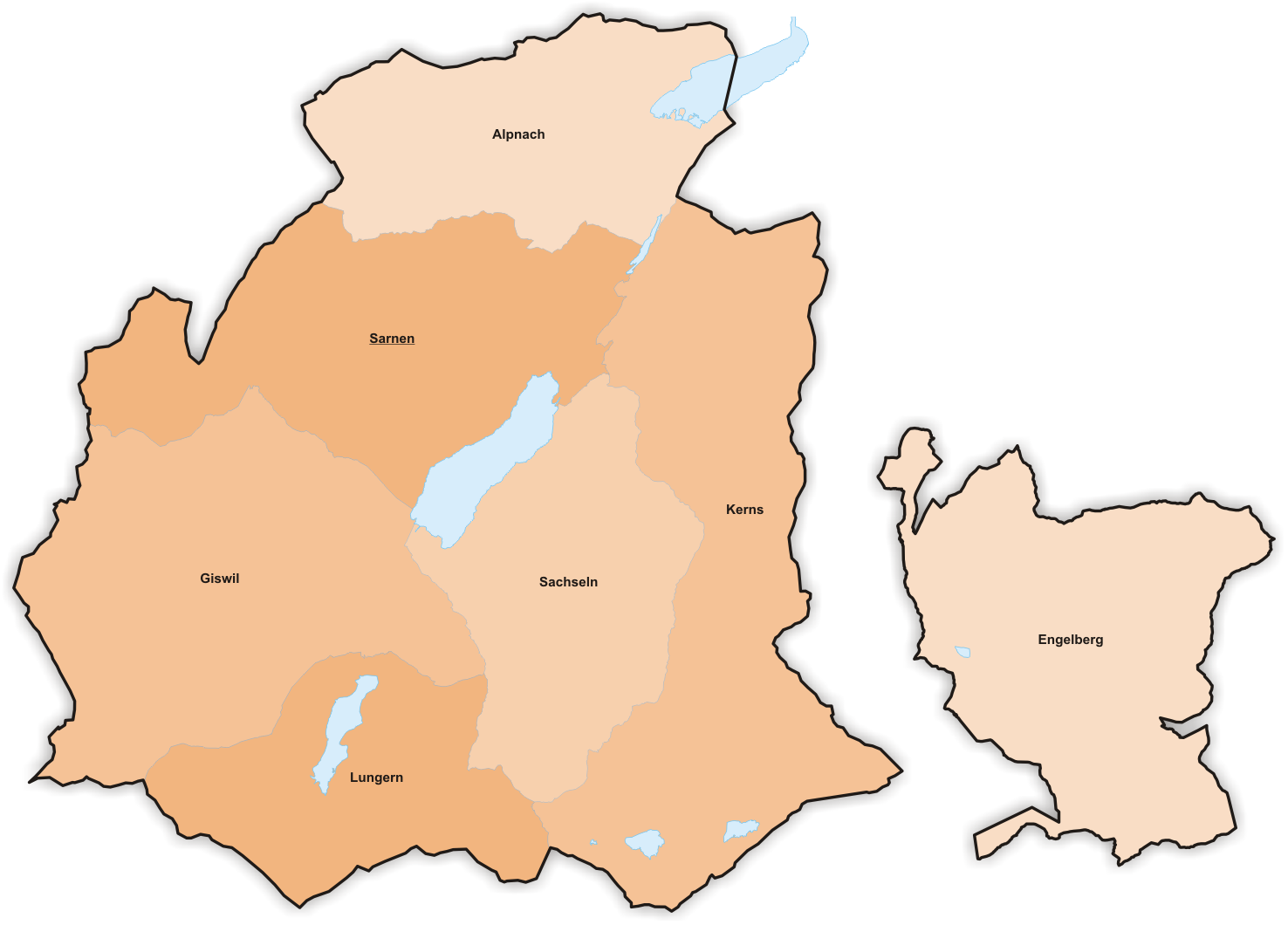
Karte der sieben Obwaldner Gemeinden

Der Kanton Obwalden umfasst sieben politische Gemeinden, die Einwohnergemeinden genannt werden. Der Hauptort ist Sarnen, eine Verwaltungsebene Bezirk fehlt.

| Wappen          | Name der Gemeinde | Einwohner 31. Dezember 2023 | Fläche in km² | Einwohner /km² |
| --------------- | ----------------- | --------------------------- | ------------- | -------------- |
| Alpnach         | Alpnach           | 6379                        | 53,79         | 119            |
| Engelberg       | Engelberg         | 4380                        | 74,87         | 59             |
| Giswil          | Giswil            | 3944                        | 85,91         | 46             |
| Kerns           | Kerns             | 6472                        | 92,58         | 70             |
| Lungern         | Lungern           | 2061                        | 46,47         | 44             |
| Sachseln        | Sachseln          | 5294                        | 53,88         | 98             |
| Sarnen          | Sarnen            | 10'742                      | 73,12         | 147            |
| Kanton Obwalden | Kanton Obwalden   | 39'272                      | 490,58        | 80             |

## Anmerkung
Die Gesamtfläche des Kantons enthält neben den Landflächen der sieben Gemeinden noch die Fläche des Alpnachersees mit 2,57 km² und die Fläche des Sarnersees mit 7,39 km².